# Eldorado (일렉트릭 라이트 오케스트라의 음반)
| 전문가 평가                   | 전문가 평가  |
| 평가 점수                     | 평가 점수    |
| 출처                          | 점수         |
| ----------------------------- | ------------ |
| AllMusic                      | [ 2 ]        |
| Encyclopedia of Popular Music | [ 3 ]        |
| MusicHound                    | 3/5          |
| Music Story                   | 4.5/별       |
| Rolling Stone                 | (favourable) |
| The Rolling Stone Album Guide | [ 6 ]        |
| PopMatters                    | (favourable) |

《Eldorado》 (《A Symphony by the Electric Light Orchestra》이라는 부제)는 영국의 록 밴드 일렉트릭 라이트 오케스트라(ELO)의 네 번째 스튜디오 음반이다. 이 음반은 1974년 9월, 미국에서 유나이티드 아티스츠 레코드에 의해 발매되었고, 영국에서는 1974년 10월, 워너 브라더스 레코드에 의해 발매되었다.

## 배경
《Eldorado》는 ELO의 첫 번째 완전한 콘셉트 음반으로, 리더 제프 린이 음악을 쓰기 전에 전체 스토리라인을 먼저 구상하였다. 이 음반은 월터 미티와 같은 인물이 지루하고 평범한 현실에서 벗어나기 위해 꿈을 통해 환상의 세계로 여행을 떠나는 내용을 담고 있다. 린은 클래식 음악 애호가였던 아버지로부터 "ELO의 음악에는 선율이 없다"는 비판을 듣고 이에 대한 반응으로 이 음반을 작업하기 시작했다.

## 녹음
《Eldorado》는 제프 린이 처음으로 실제 오케스트라를 고용한 음반으로, 이전 음반들에서는 밴드 멤버들이 다중 트랙 오버더빙을 통해 현악 파트를 연주하였다. 루이스 클라크는 린과 키보디스트 리처드 탠디와 함께 편곡을 공동으로 맡았으며, 현악 연주를 지휘하기도 했다. 그룹의 기존 상주 현악 연주자 세 명도 여전히 녹음에 참여했으며, 특히 〈Boy Blue〉와 〈Laredo Tornado〉에서 그들의 연주가 두드러지게 들린다.
마이크 디앨버커키는 녹음 초기에 탈퇴했는데, 투어 활동으로 인해 가족과 떨어져 있는 데 대한 부담이 이유였다. 린은 이 음반의 대부분, 혹은 전부의 베이스 트랙과 백업 보컬을 직접 녹음했지만, 디앨버커키는 최종 음반에도 여전히 참여하였고 크레딧에도 이름을 올렸다. 이후 투어부터는 켈리 그루컷이 그를 대신해 베이시스트로 합류했으며, 첼리스트 멜빈 게일도 탈퇴한 마이크 에드워즈를 대신해 새로 참여했다.
〈Eldorado Finale〉는 서곡인 〈Eldorado Overture〉와 마찬가지로 강한 오케스트레이션이 특징이다. 제프 린은 이 곡에 대해 "무거운 코드와 약간은 엉뚱한 엔딩이 마음에 듭니다. 마지막에는 콘트라베이시스트들이 자신의 악기를 싸는 소리를 들을 수 있는데, 그들은 정해진 시간 이후로는 단 1초도 더 연주하려 하지 않았습니다."라고 언급한 바 있다.

## 곡 목록
모든 곡들은 제프 린이 작사/작곡하였다.
| #  | 제목                            | 재생 시간 |
| -- | ------------------------------- | --------- |
| 1. | 〈Eldorado Overture〉 (기악)    | 2:12      |
| 2. | 〈Can't Get It Out of My Head〉 | 4:21      |
| 3. | 〈Boy Blue〉                    | 5:18      |
| 4. | 〈Laredo Tornado〉              | 5:29      |
| 5. | 〈Poor Boy (The Greenwood)〉    | 2:57      |

| #   | 제목                     | 재생 시간 |
| --- | ------------------------ | --------- |
| 6.  | 〈Mister Kingdom〉       | 5:50      |
| 7.  | 〈Nobody's Child〉       | 3:40      |
| 8.  | 〈Illusions in G Major〉 | 2:36      |
| 9.  | 〈Eldorado〉             | 5:20      |
| 10. | 〈Eldorado Finale〉      | 1:20      |

| #   | 제목                             | 재생 시간 |
| --- | -------------------------------- | --------- |
| 11. | 〈Eldorado Instrumental Medley〉 | 7:56      |
| 12. | 〈Dark City〉                    | 0:46      |

## 차트 순위
- 미국: #16 빌보드 200, 32주
- 영국: 첫 발매에서는 차트에 들지 못했으나, 3-LP 박스셋 <Three Light Years> 발매 후 1978년 #38에 들었다.
- 호주: #40 ARIA 앨범 차트, 14주
- 캐나다: #7 RPM 앨범 차트, 28

## 인증
| 국가                       | 인증     | 판매량/출하량 |
| -------------------------- | -------- | ------------- |
| 캐나다 (뮤직 캐나다)       | 플래티넘 | 100,000^      |
| 미국 (RIAA)                | 골드     | 500,000^      |
| ^출하량을 기반으로 한 인증 |          |               |